# Rosa Ferraiolo
Rosa Ferraiolo (...) è un'attrice italiana.

## Biografia
Moglie del senatore Willer Bordon (con cui ha recitato nel 1993 in Mario, Maria e Mario, film diretto da Ettore Scola) è stata citata dall'Espresso del 27 giugno 2008 ed in anni precedenti per una telefonata di aiuto di Agostino Saccà nell'ambito dello scandalo RAI-Mediaset.
Tra i suoi lavori, vi è il film tv Una farfalla nel cuore, regia di Giuliana Gamba, le miniserie tv Cuccioli e Tutti i sogni del mondo, entrambe dirette da Paolo Poeti, le serie tv Gente di mare e Gente di mare 2 e la soap opera Sottocasa.

## Filmografia parziale
- Fatto su misura, regia di Francesco Laudadio (1984)
- Eclisse totale, regia di Pietro Nardi (1992) - Ruolo: Anna
- Mario, Maria e Mario, regia di Ettore Scola (1993)
- Una farfalla nel cuore, regia di Giuliana Gamba - Film TV - Rai Uno (1999)
- Territori d'ombra, regia di Paolo Modugno (2001) - Ruolo: Margherita
- Cuccioli, regia di Paolo Poeti - Miniserie TV - Rai Uno (2002)
- Tutti i sogni del mondo, regia di Paolo Poeti - Miniserie TV - Rai Due (2003)
- Gente di mare, regia di Alfredo Peyretti e Vittorio De Sisti - Serie TV - Rai Uno (2005-2006)
- Sottocasa, registi vari - Soap opera - Rai Uno (2006) - Ruolo: Amalia Desideri
- Gente di mare 2 e Andrea Costantini - Serie TV - Rai Uno (2007)
- La figlia di Elisa - Ritorno a Rivombrosa, regia di Stefano Alleva - Miniserie TV - Canale 5 (2007)